# Carol Bruyning
Bản mẫu:Thông tin Hoa hậu
Carol Bruyning, là một nữ hoàng sắc đẹp, là người đại diện cho Aruba trong cuộc thi Hoa hậu Divi Divi-Quốc tế 2009 và đoạt danh hiệu cao nhất.

## Tiểu sử
Trước khi kết thúc với vị trí top 5 của mình trong cuộc thi Hoa hậu Aruba năm 2008, Carol đã hoàn thành bằng cử nhân Kinh tế Kinh doanh tại Đại học Aruba và bắt đầu làm Điều phối viên Kế toán. Carol sau đó đã làm theo trái tim của mình và, ngay cơ hội đầu tiên, đã trở thành một giáo viên Kinh tế Trung học.
Nghề người mẫu đã gõ cửa nhà cô Bruyning sau Cuộc thi Hoa hậu Aruba 2008 dưới hình thức công ty người mẫu số một của Koma Model. Một vài chương trình quảng cáo, TV và tạp chí xuất hiện cũng đã mời cô sau chương trình đó. 

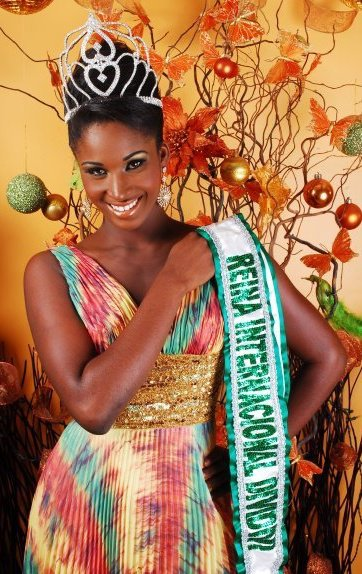
Carol Bruyning, Hoa hậu Divi-Divi International 2009

Những trải nghiệm trong quá khứ của cô với cả Kiwanis Circle K của Đại học Aruba và dự án từ thiện Miss Aruba 2008 (Famia Planea) đã truyền cảm hứng cho Carol để làm nhiều hơn nữa.
Sau khi làm chủ tịch tại Kiwanis Circle K của Đại học Aruba, Carol Bruyning đã thành lập Fundaci Caralia Contento (Tổ chức Happy Faces).
Quỹ tổ chức một sự kiện hàng năm có tên Felis Pasco (Chúc mừng Giáng sinh) nơi các thành viên và sinh viên của tổ chức (hầu hết là sinh viên hiện tại và cựu sinh viên của Carol) mang đến Trải nghiệm Giáng sinh cho các gia đình không có nguồn tài chính để tự làm; một bữa tối Giáng sinh truyền thống, quà tặng / giỏ, biểu diễn địa phương và Dj là một số những gì diễn ra tại sự kiện.
Bruyning sau đó đã đại diện cho Aruba trong cuộc thi Hoa hậu Thế giới Ambar 2009 (Hoa hậu Ambar Mundial) tại Cộng hòa Dominican. Trong số 34 người tham gia, Bruyning lọt vào top 15 chung cuộc.
Trong tháng 10 năm 2009 Carol Bruyning đại diện cho Aruba trong cuộc thi Hoa hậu Divi Divi-International 2009 (Reinado Internacional del Divi Divi-) tổ chức tại Riohacha, Colombia nơi Carol trở thành người đầu tiên giành danh hiệu Hoa hậu Divi Divi-International. 

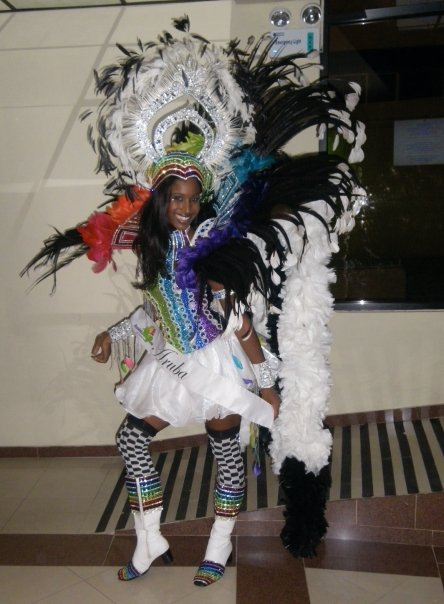
Carol Bruyning khoe trang phục dân tộc tại Miss Ambar World 2009

## liên kết ngoài
- Hoa hậu Thế giới Ambar
- Hoa hậu Divi-Divi
- Mô hình Koma Lưu trữ ngày 23 tháng 12 năm 2019 tại Wayback Machine